# Sangha

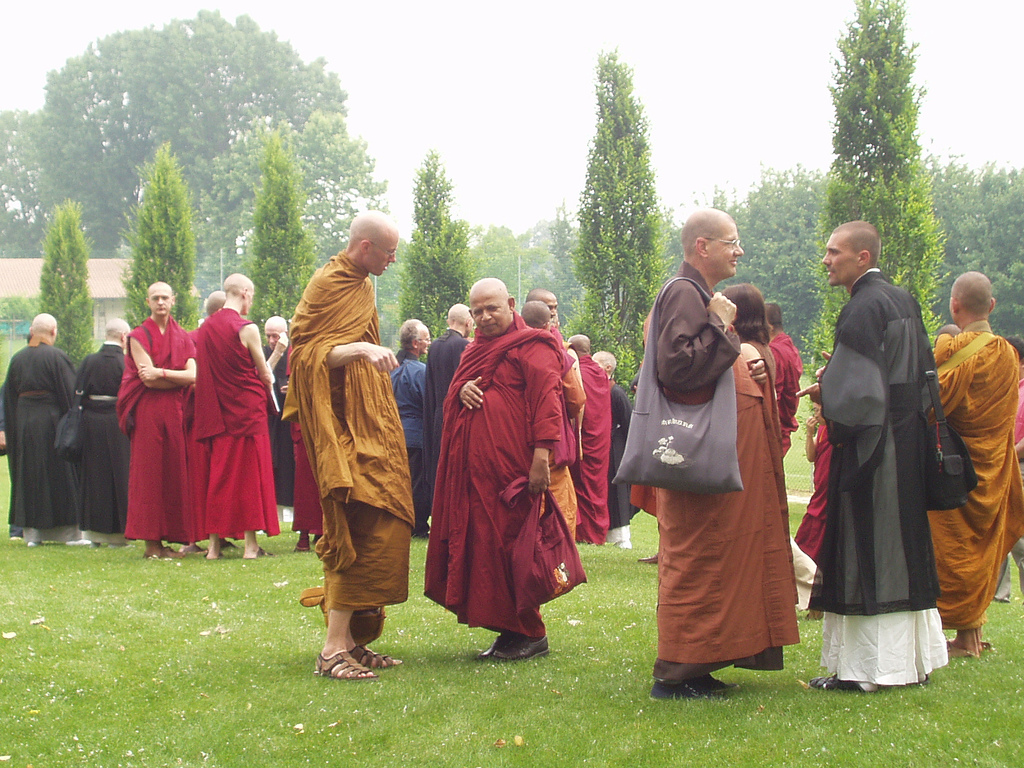
Un gruppo di monaci buddisti di diverse tradizioni, durante una celebrazione del Vesak, organizzata dall'UBI.

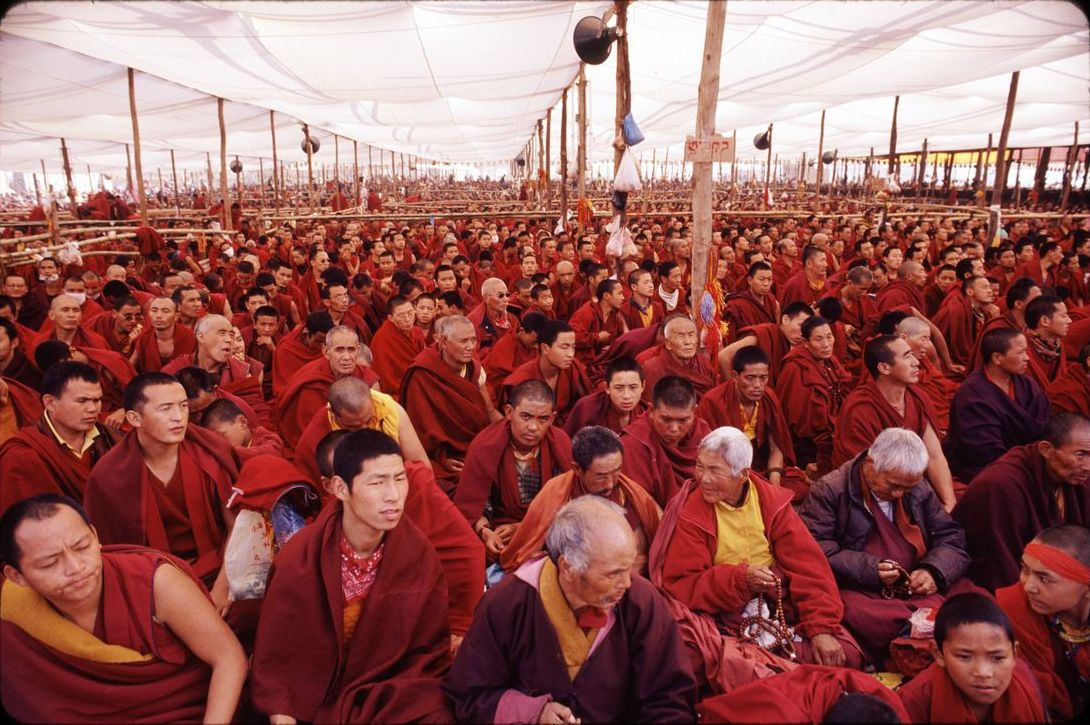
Monaci tibetani - 2003 - Kalachakra a Bodhgaya, India

Saṃgha anche saṅgha (sanscrito e pāli; in scrittura devanāgarī: संघ; cinese: 僧伽 pinyin: sēngqié, coreano: 승가, seungga, giapponese: 僧伽 sōgya, tibetano: dge-'dun) è il termine sanscrito e pāli che indica, nel suo più ampio significato, la comunità delle quattro assemblee (sanscrito: pariṣad; pāli: parisā) dei monaci (sanscrito bhikṣu; pāli bhikkhu) e delle monache (sanscrito bhikṣuṇī, pāli bhikkhunī), dei laici (upāsaka) e delle laiche (upāsikā) buddiste; nella sua accezione più stretta tale termine indica la sola comunità monastica ed è considerata la più antica istituzione monastica esistente, senza interruzione, dal quinto secolo a.C. La parola, in sanscrito e in pāli, significa "assemblea", "compagnia", "comunità". Il primo saṃgha fu istituito da Gautama Buddha quando accolse come discepoli i primi cinque uomini che accettarono i suoi insegnamenti pronunciati in un parco presso Vārāṇasī.
Il saṃgha viene distinto anche come comunità dei "risvegliati", ovvero come āryasaṅgha (pāli ariya-saṅgha, "sangha dei nobili") questo costituito dagli ārya che hanno realizzato uno dei quattro sentieri sovramondani (pāli catu ariya magga) e nel saṃgha ordinario costituito dai praticanti che non hanno realizzato tale stato.
Per quanto attiene alla nozione del saṅgha allargato alla componente laicale, secondo fonti del Buddismo Theravāda, anche se questo uso è diffuso, non ve n'è traccia nel Canone pāli (Tipitaka, raccolta canonica della scuola theravāda), né in altri testi originari in lingua pāli appartenenti alla medesima scuola buddista.. Il Canone pāli, canone afferente alla tradizione theravāda, utilizza la parola parisā (sanscrito,  pariṣad) per la comunità buddista estesa ai laici, includendovi monaci, monache e laici che hanno preso i "precetti buddisti" (almeno i primi cinque) e i Tre rifugi. La parola saṅgha, in questo caso rimane a indicare solo la comunità monastica. "I due gruppi si possono sovrapporre ma non sono necessariamente identici: alcuni membri del saṅgha ideale potrebbero non essere ordinati, mentre vi sono monaci che non hanno raggiunto l'illuminazione.
Di converso, per le scuole del Buddismo Mahāyāna, che fanno invece riferimento al Canone cinese e al Canone tibetano, tale termine indica anche quei laici che hanno preso rifugio nei Tre gioielli, che osservano i "precetti del Bodhisattva" e hanno formulato il "voto del Bodhisattva".

## Origini e tradizioni
Il saṅgha dei monaci e quello delle monache è stato fondato nel quinto secolo a.C. da Gautama Buddha per favorire la pratica del dharma-vinaya all'interno di una comunità ritirata dal mondo e libera dai condizionamenti della vita laica dei "padri di famiglia", oberati da vincoli sociali e di sangue che ne impedivano la liberazione spirituale. Il saṅgha era inoltre incaricato di preservare l'insegnamento del Buddha e di trasmetterlo, inizialmente attraverso la tradizione orale, che si perpetuò per cinque secoli.
Per costituire formalmente un saṅgha monastico, la comunità dei monaci deve essere composta da almeno quattro monaci pienamente ordinati, ossia non più novizi.
La vita del saṅgha è regolata dai precetti il cui tipo e numero varia dal Canone buddista di riferimento, dall'eventuale vinaya seguito e dalla scuola di appartenenza.

## Ilsaṅghanella tradizione Theravāda

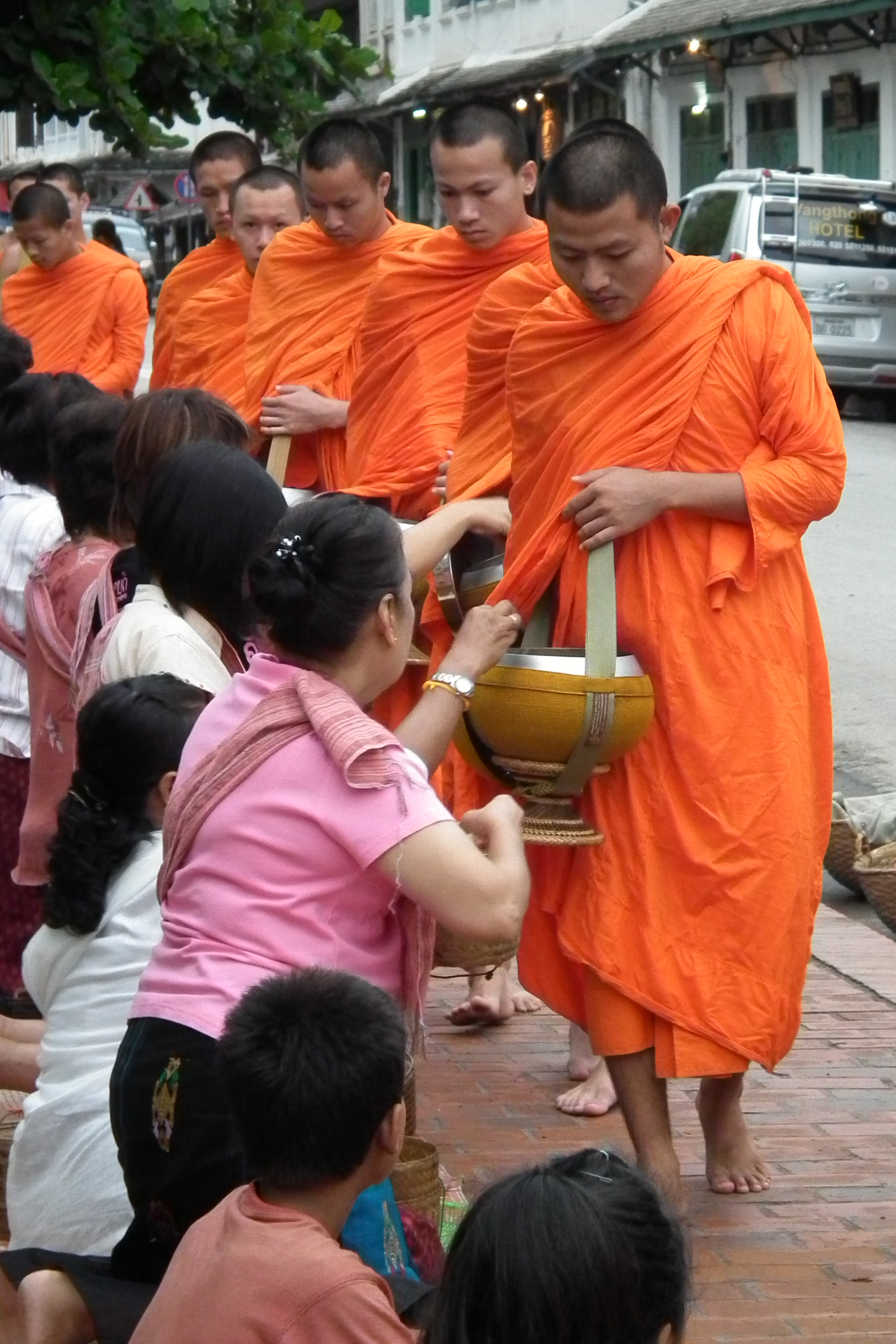
In fila per la Pindapat, la questua del cibo, lungo le strade di Luang Prabang, in Laos

Nella tradizione Theravāda, una volta fissato nel Canone pāli, la comunità monastica si è assunto il compito di mantenerlo incorrotto e di diffonderne la dottrina-disciplina attraverso la traduzione e l'insegnamento in tutti i Paesi in cui è presente.

### Cronologia
444 - 380 a.C. - Primo scisma -
Cento anni dopo il Parinibbana del Buddha il consiglio dei monaci si riunisce a Vesali per discutere i punti controversi del Vinaya. Si verifica il primo scisma del Sangha, in cui la scuola Mahasanghika si separa dai Sthaviravadin tradizionalisti. I Mahasanghika non accettano i Sutta e il Vinaya come autorità finale degli insegnamenti del Buddha. Questo scisma segna l'inizio di quello che si sarebbe poi trasformato nel Buddismo Mahayana, oggi dominante nel nord dell'Asia (Cina, Tibet, Giappone, Corea).
304 - 240 d.C.
Il Venerabile Mahinda fonda il Mahavihara (grande monastero) di Anuradhapura, nello Sri Lanka. La vita della comunità Vibhajjavadin diventa nota come theravàdin. Mahinda compila il primo dei commenti del Tipitaka, in lingua singalese. La sorella di Mahinda, Sanghamitta, arriva nello Sri Lanka con un ramo dall'albero originale della Bodhi, e vi stabilisce il bhikkhuni-Sangha.
2443 - 1899
Il primo monaco occidentale Theravada (Gordon Douglas) viene ordinato a Burma.
2444 - 1900
I Venerabili Ajaan Mun e Ajaan Sao ripristinano la tradizione della foresta in Thailandia.
2445 - 1902
Il re Rama V di Thailandia istituisce il "Sangha Act" che formalizza la separazione tra le due sette buddiste del Mahanikaya e Dhammayut. Il governo del Sangha - che sino a quel momento era affidato a un funzionario governativo - viene passato alla gestione diretta dei monaci.
2443 - 1900 fino a oggi
Continua l'espansione occidentale del Sangha: monasteri buddisti vengono fondati nei principali Paesi Occidentali. I testi del buddismo di tutte le tradizioni diventano scaricabili on line a disposizione di studiosi e praticanti.

### Le Qualità delsaṃgha
Il Sangha è il terzo "gioiello", il terzo "rifugio" della tradizione buddista, essendo i primi due Buddha e Dhamma. in particolare il Sangha deve avere delle caratteristiche ben precise, definite nel canone Pali direttamente dal Buddha storico. Queste caratteristiche sono fissate nei testi dei canti che sono uno dei doveri della comunità monastica durante i giorni "speciali" Uposatha il cui calendario dipende dalle diverse scuole buddiste.
Nella tradizione Theravada le caratteristiche del Sangha sono così definite:
Il Sangha: "Formato dai discepoli del Benedetto (Savaka) è quello che:
1. Pratica la giusta via
2. Pratica la via superiore
3. Pratica la via della conoscenza
4. Pratica la via della correttezza"

Questo Sangha "Formato dai discepoli del Benedetto (Savaka):
1. È meritorio di doni
2. È meritorio di ospitalità
3. È meritorio di offerte
4. È meritorio di un saluto riverente
5. È un campo insuperabile di meriti nel Mondo"[17].

### Principi e Doveri delsaṃgha
Nella tradizione Theravada, il Sangha è governato da tre tipologie di regole:
- A. Autorità del Sangha.
- B. Regole del Vinaya (Disciplina).
- C. Regole del Dhamma (Rettitudine).

A. L'autorità del Sangha è la seguente: il capo di ciascuna regione ecclesiastica ha il diritto, l'autorità e la responsabilità di amministrare la sua giurisdizione in conformità con tutte le funzioni previste, comprese le procedure da seguire nella nomina dei funzionari di livello regionale, provinciale, distrettuale, nella nomina degli abati dei templi, precettori, e funzionari minori, e nel delegare le responsabilità ad ogni livello. Ognuno di tali funzionari deve usare i propri poteri in stretto accordo con le norme e le linee guida stabilite dalle autorità del Sangha.
B. Regole del Vinaya (Disciplina).
Norme e procedure relative al Vinaya che i monaci devono studiare, praticare e osservare. Nel loro insieme, esse sono chiamate vinaya-kamma.
Ad esempio:
- 1. Kaya-kamma: agire solo in modo considerato e corretto alla luce del Vinaya, "karaniya-Kicca," Cose da fare (ad esempio osservando i precetti del Patimokkha). Cose da non fare: "akaraniya-kicca,"
- 2. Vaci-kamma: evitare le parole che non vanno pronunciate in nessun caso, alla luce del Vinaya. Utilizzare solo parole che possono essere considerate come Retta Parola.
- 3. Mano-kamma: eliminare i pensieri che portano a - avidità: abhijjha, relativa alle quattro necessità della vita (cibo, vestiario, alloggio, e medicina); - byapada: cattiva volontà e malevolenza; - miccha-ditthi: visioni errate, in contrasto con i principi del Vinaya.

Seguire i quattro "Principi di purezza" (parisuddhisila):
- a. Patimokkha-sanvara-sila: controllare pensieri, parole e azioni, in modo da rispettare tutte le regole maggiori e minori del codice monastico di base.
- b. Indriya-sanvara-sila: controllare i sensi della vista, udito, olfatto, gusto, tatto e mente, mantenendo tranquillità e riservatezza.
- c. Ajiva-parisuddhi-sila: sostentarsi in modo onesto, non chiedere nulla, con parole o atti, in circostanze proibite dal Vinaya, esercitarsi ad avere pochi bisogni; mantenere una condotta in linea con le norme del Vinaya.
- d. Paccavekkhana-sila: riflettere attentamente prima di usare le cose. L'atto di riflessione dà risultati a diversi livelli: si deve riflettere su pensieri, parole e azioni, poi riflettere ulteriormente sul fatto che tutte le cose sono costituite da elementi impersonali o compositi, impermanenti e ripugnanti, che sono incostanti, stressanti e privi di un sé permanente.

Regole generali:
- (1) Qualunque sia la massima o la regola cui ci si riferisce, la mente contaminata dal desiderio sensuale non è né Dhamma né Vinaya.
- (2) Qualunque comportamento finalizzato alla creazione di sofferenza per sé o per altri non è né Dhamma né Vinaya.
- (3) Qualunque comportamento che porta a un accumulo di impurità non è né Dhamma né Vinaya.
- (4) Qualsiasi comportamento si propone di ottenere status e prestigio non è né Dhamma né Vinaya.
- (5) Qualsiasi comportamento allontana dall'avere pochi bisogni non è né Dhamma né Vinaya.
- (6) Qualsiasi comportamento che porti a immischiarsi con altri non è né Dhamma né Vinaya.
- (7) Qualunque comportamento che porti alla pigrizia e alla negligenza non è né Dhamma né Vinaya.
- (8) Qualunque comportamento che ci rende un peso per gli altri non è né Dhamma né Vinaya.

C. Regole del Dhamma (Rettitudine).
Evitare gli ostacoli mentali (Nivarana):
- 1. Kama-Chanda (desiderio sensuale) o desiderio sessuale: indulgere in atteggiamenti sensuali, provare piacere nei desideri sensuali che sorgono e inducono a cercare gli oggetti dei sensi. Segno che il cuore non è centrato in modo corretto. Questo porta a patigha: La mente così "colpita", è la base per:
- 2. Byapada: cattiva volontà e malevolenza.
- 3. Thina-middha: scoraggiamento, apatia, pigrizia, non fare lo sforzo per concentrarsi sui fattori di jhana, non sviluppare un tema di meditazione. La mente si arrende alla letargia e allo scoraggiamento, abbandonando i propri doveri e responsabilità. Questo la rende inquieta e preda della follia, incapace di porre fine ai pensieri ossessivi. Questo si chiama -
- 4. Uddhacca-kukkucca. Non importa quanto si può essere profondi nel Dhamma il cuore rimane ottuso e cieco. Qualunque conoscenza o visione è confusa. La propria condotta è debole e carente, incapace di progredire verso valori più nobili. Quando il cuore viene imprigionato in questo impedimento si ha -
- 5. Vicikiccha: il dubbio, l'incertezza, l'indecisione, l'incapacità di andare avanti o di tornare indietro. La mente è come priva di qualità. In altre parole, manca la concentrazione che darà luogo al discernimento.[19]

### Praticare la Meditazione - Studiare e diffondere le Scritture
I monaci hanno principalmente due "indirizzi" da seguire: la pratica della Meditazione e lo studio e la diffusione delle Scritture. Tali attività sono definite:
- 1. Gantha-Dhura: lo studio delle Scritture. I monaci che si dedicano principalmente allo studio del Tipitaka sono chiamati anche gamavasi[20].
- 2. Vipassana Dhura: la pratica della Meditazione - si riferisce a quei monaci chiamati araññavasi, o abitanti delle foreste, che cercano zone appartate adatte a meditare: sotto l'ombra di un albero, in una dimora appartata, sotto una tettoia, in una grotta, in una foresta, in un cimitero, o in un edificio abbandonato[21].

Tali definizioni sono successive all'insegnamento diretto del Buddha, anche se, fin dall'inizio, vi fu una tendenza a concentrarsi più sulla meditazione o invece sulla ripetizione orale delle migliaia di sutta attribuiti al Buddha. In realtà le due pratiche non dovrebbero essere viste come antagoniste. Nei fatti molti monaci che hanno avuto una profonda esperienza dottrinale, si sono poi ritirati nella foresta per approfondire la pratica meditativa.

### Prendere rifugio nelsaṃgha
IL Triplice Rifugio o Triplice Gemma è costituito da Buddha, Dhamma, Sangha. In pali prendere rifugio nel Sangha si dice: Sangham Saranam gacchami.
La parola Sangha, tradotta come sostantivo, si riferisce a coloro che sono ordinati e indossano l'abito color zafferano. Inteso come qualità, il significato di Sangha indica però coloro che hanno praticato correttamente, secondo gli insegnamenti del Buddha. Quindi si hanno due distinzioni: -
A. Sammuti-Sangha: il Sangha formale.
B. Ariya-Sangha: il Nobile Sangha.
L'appartenenza al Sangha formale si ottiene attraverso il consenso dell'Ordine, in una cerimonia formale con testimoni, secondo le procedure indicate nel Vinaya. L'appartenenza al nobile Sangha si raggiunge quando la qualità della trascendenza (lokuttara dhamma) sorge nella propria pratica, senza alcuna formalità. Le caratteristiche di un appartenente al Sangha sono quindi di due tipi -
1. Sangha-nimitta: che possiede i simboli dell'ordinazione (Abito, ciotola ecc.)
2. Guna-sampatti: le qualità interiori - la virtù e la verità - di quei meditatori degni, che sono considerati il campo di meriti del mondo - Puññakkhettam lokassati.
Prendere rifugio nel Sangha significa quindi mettersi sotto la protezione delle qualità dell'Ariya-Sangha: il Nobile Sangha.

#### La definizione di saṃgha di Luang Por Sumedho

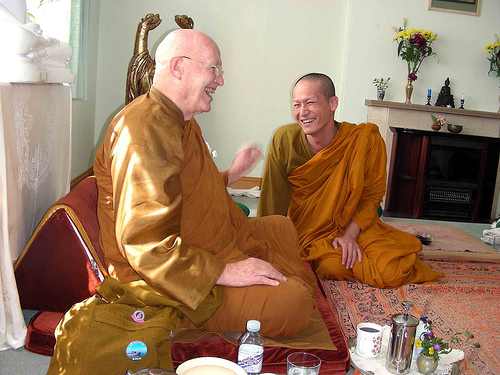
Luang Por Ajahn Sumedho - Discepolo di Ajahn Chah